# 佐賀県道346号嬉野下宿塩田線
佐賀県道346号嬉野下宿塩田線（さがけんどう346ごう うれしのしもじゅくしおたせん）は、佐賀県嬉野市を通る一般県道である。

## 概要
嬉野市嬉野町大字下宿甲から嬉野市塩田町大字五町田甲に至る。起点から国道34号交点までの未供用区間（延長2 km）が2022年（令和4年）3月21日に開通した。その区間が開通すれば、長崎自動車道の嬉野ICと国道34号の交通の円滑化が見込まれる。

### 路線データ
- 起点：佐賀県嬉野市嬉野町大字下宿甲（みゆき公園交差点、長崎県道・佐賀県道1号佐世保嬉野線交点）
- 終点：佐賀県嬉野市塩田町五町田甲（火の口交差点、佐賀県道208号大木庭武雄線交点）

## 歴史
- 2003年（平成15年）度 - バイパスの工事に着手[2]。
- 2022年（令和4年）3月21日 - 起点から国道34号交点までの未供用区間（延長2 km）開通[1][2]。

## 路線状況

### 重複区間
- 国道34号（嬉野市嬉野町大字下宿甲・三本桜交差点 - 嬉野市嬉野町大字下宿甲・嬉野町下宿交差点）

### 道路施設

#### 橋梁
- 式南橋（塩田川、嬉野市）

## 地理

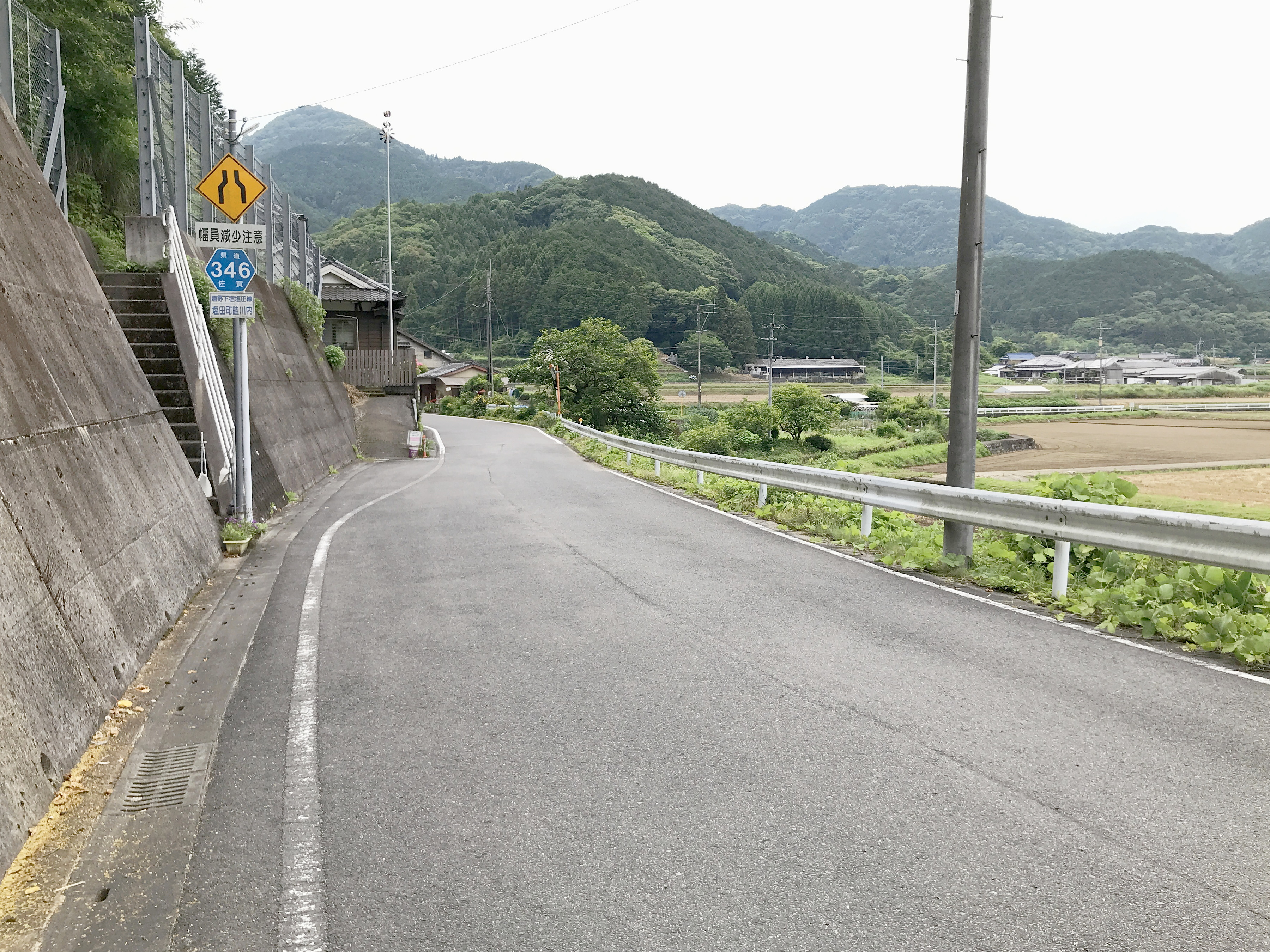
嬉野市塩田町馬場下の唐泉橋の袂から畦川内集落方面

### 通過する自治体
- 嬉野市

### 交差する道路
| 交差する道路                      | 交差する場所       | 交差する場所            |
| --------------------------------- | ------------------ | ----------------------- |
| 長崎県道・佐賀県道1号佐世保嬉野線 | 嬉野町大字下宿甲   | みゆき公園交差点 / 起点 |
| 国道34号 重複区間起点             | 嬉野町大字下宿甲   | 三本桜交差点            |
| 国道34号 重複区間終点             | 嬉野町大字下宿甲   | 嬉野町下宿交差点        |
| 佐賀県道208号大木庭武雄線         | 塩田町大字五町田甲 | 火の口交差点 / 終点     |

### 交差する鉄道
- 西九州新幹線

### 沿線
- E34 長崎自動車道 7 嬉野IC（起点付近）
- みゆき公園
- 嬉野市立嬉野中学校
- 佐賀県立うれしの特別支援学校（終点付近）